# Юань Цінь
Юань Цінь (кит.: 元欽; піньїнь: Yuán Qīn; помер 554) — другий імператор Західної Вей з Північних династій.

## Життєпис
Був сином і спадкоємцем Юань Баоцзюя. Мав ще менше реальної влади, ніж його батько — вона була зосереджена в руках могутнього генерала Юйвень Тая.
554 року номінальний імператор замислив усунути генерала від влади, однак змову було викрито, а Юань Ціня — вбито. На троні його замінив брат, Юань Ко.